# Fuentes de Ágreda
Fuentes de Ágreda es una localidad española del municipio de Ágreda, perteneciente a la provincia de Soria, en la comunidad autónoma de Castilla y León.

## Geografía
Esta población de la Tierra de Ágreda está ubicada en el extremo nororiental de la provincia de Soria, al oeste de la sierra del Moncayo. Forma parte del partido judicial de Soria y de la comarca del Moncayo. Desde el punto de vista jerárquico de la Iglesia católica forma parte de la diócesis de Osma, la cual, a su vez, pertenece a la archidiócesis de Burgos.

## Historia
Hacia mediados del siglo XIX, el lugar tenía contabilizada una población de 154 habitantes. Aparece descrito en el octavo volumen del Diccionario geográfico-estadístico-histórico de España y sus posesiones de Ultramar de Pascual Madoz de la siguiente manera:

FUENTES DE AGREDA: l. con ayunt. en la prov. de Soria (8 leg.), part. jud. de Agreda (1), aud. terr. y c. g. de Burgos (18), dióc. de Tarazona (5): sit. en llano, goza de clima templado y sus enfermedades mas comunes son fiebres estacionales: tiene 40 casas; la de ayunt. con cárcel; escuela de instruccion primaria, frecuentada por 10 alumnos, á cargo de un maestro dotado con 200 rs.; 2 fuentes de buenas aguas, igl. parr. (San Julian y Sta. Basilisa) filial de una de las de Agreda; fuera de la pobl. se encuentran una ermita (San Roque), y un paseo con arbolado. térm.: confina N. La Aldehuela; E. Agreda; S. Olvega, y O. Muro de Agreda: el terreno es de inferior calidad, comprende 2 montes poblados de encinas y matas bajas: caminos: los locales en mediano estado: correo: se recibe y despacha en la estafeta de Agreda, por propio. prod.: trigo comun, cebada, avena, guisantes, lentejas, yeros, patatas y judias; se cria ganado lanar cuhrro y fino: caza de liebres, conejos, perdices y en su tiempo codornices. ind.: la agrícola. comercio: esportacion de algun ganado, lana y frutos sobrantes, é importacion de los art. de consumo que faltan. pobl.: 39 vec., 154 alm. cap. imp.: 13,239 rs.
(Madoz, 1847, p. 244)

## Demografía
| Gráfica de evolución demográfica de Fuentes de Agreda entre 1842 y 1970 |
| |
| Población de derecho según los censos de población del INE Población de hecho según los censos de población del INEEntre el censo de 1981 y el anterior, este municipio desaparece porque se integra en el municipio 42004 (Ágreda) |

En 2013, según el Padrón Continuo por Unidad Poblacional del INE tenía 2 habitantes, ambos varones.